# Paul Moritz Warburg

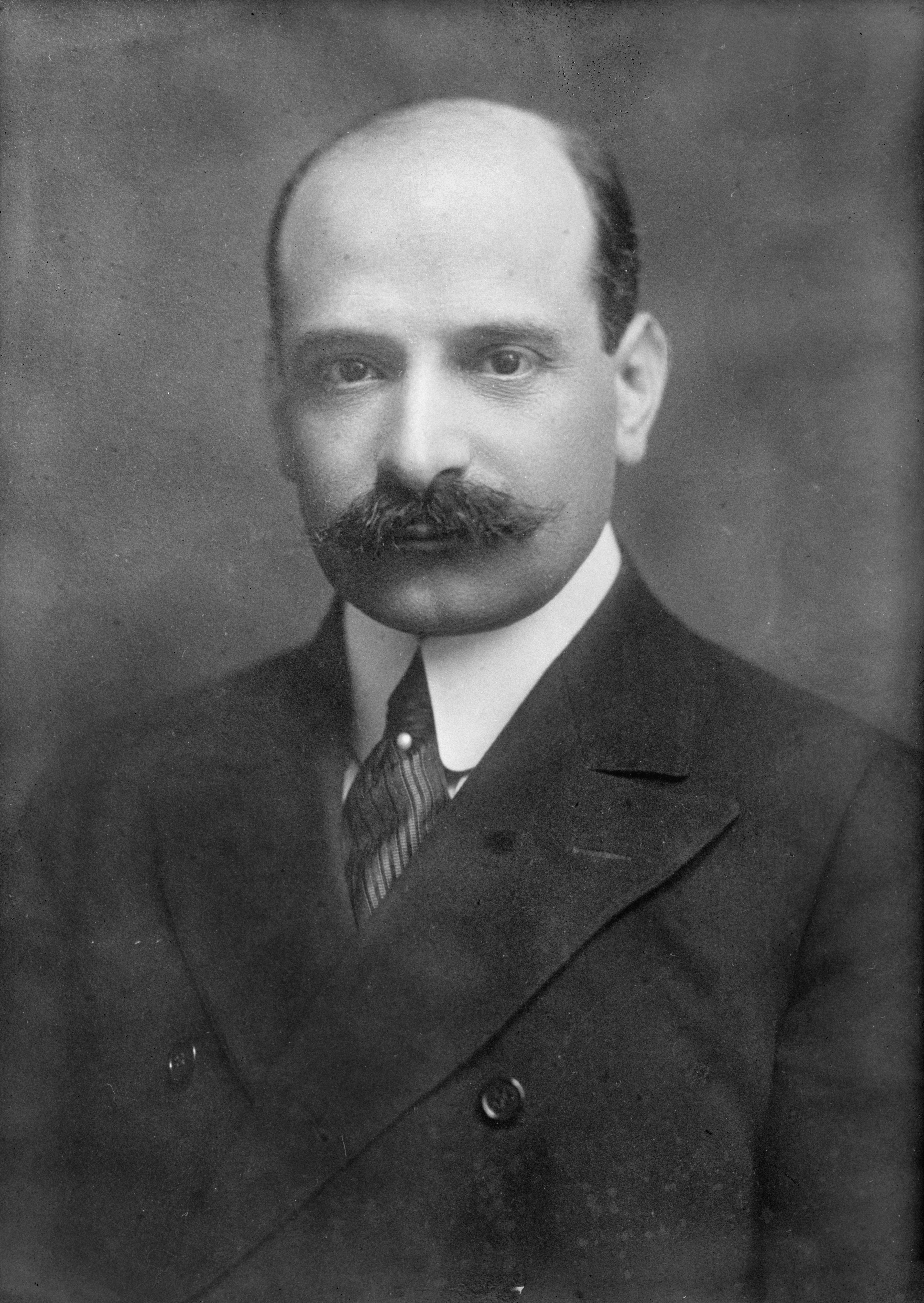
Paul M. Warburg

Paul Moritz Warburg (geboren 10. August 1868 in Hamburg; gestorben 24. Januar 1932 in New York City) war ein deutschamerikanischer Bankier und Politiker. Er entstammte der wohlhabenden deutsch-jüdischen Bankiersfamilie Warburg, die bis in das 21. Jahrhundert mit dem Bankhaus M. M. Warburg & CO und der Private-Equity-Unternehmung Warburg Pincus am Finanzmarkt aktiv ist. Paul M. Warburg gilt als Hauptinitiator der 1913 gegründeten US-Zentralbank FED. Seine Brüder Max Moritz Warburg, Felix Moritz Warburg und Fritz Moritz Warburg wirkten ebenfalls als international bedeutende Bankiers und Politikberater. Paul M. Warburgs Bruder Aby Moritz Warburg war Kunsthistoriker und Gründer des renommierten Warburg Institute in London.

## Leben

### Kindheit und Werdegang

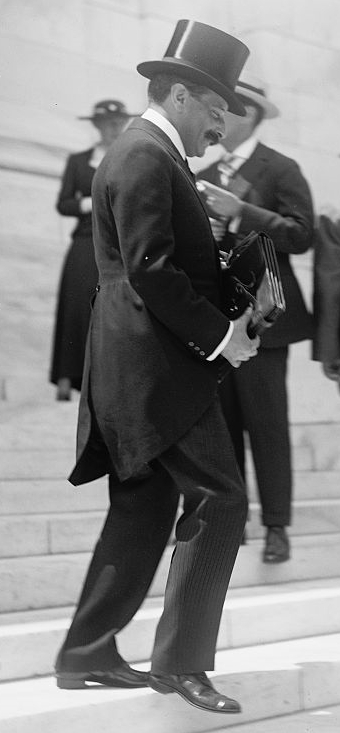
Paul M. Warburg auf einer Finanzkonferenz in Washington (1915)

Paul M. Warburg wurde als dritter von fünf Söhnen in die Familienlinie der am Hamburg-Rotherbaum ansässigen Mittelweg-Warburgs von Moritz M. Warburg und seiner Frau Charlotte Esther Warburg (geb. Oppenheim) geboren. Sein Vater leitete die Hamburger M. M. Warburg & CO-Bank in der dritten Generation. Paul M. Warburgs Schwester Mary Anna (1865–1865) verstarb kurz nach der Geburt. Weitere Schwestern waren Olga Charlotte Kohn-Speyer (geb. Warburg; 1873–1904) und Louisa Martha Derenberg (geb. Warburg; 1879–1973). Seine Brüder Max M. Warburg (1867–1946), Felix M. Warburg (1871–1937) und Fritz M. Warburg (1879–1964) wurden wie Paul M. Warburg international einflussreiche und bedeutende Bankiers. Paul M. Warburgs ältester Bruder Aby M. Warburg (1866–1929) wurde Kunsthistoriker und ist als Begründer der Kulturwissenschaftlichen Bibliothek Warburg in Hamburg, 1934 in London als Warburg Institute neu gegründet, bekannt geworden.
Nach einer Bankausbildung in Hamburg lernte Paul M. Warburg weitere Jahre bei Samuel Montagu & Co. in London und der Banque Russe pour l'Etranger in Paris. 1893 wurde er Prokurist der familieneigenen M. M. Warburg & CO-Bank in Hamburg. Während eines Aufenthalts in den USA heiratete er 1895 Nina Loeb (1870–1945), eine Tochter von Solomon Loeb, Mitbegründer und Inhaber des New Yorker Bankhauses Kuhn, Loeb & Co. Beide hatten zwei Kinder: James Warburg und Bettina Warburg. Nach seiner temporären Rückkehr nach Hamburg war er von 1900 bis 1902 als einer der ersten Juden Mitglied der Hamburgischen Bürgerschaft. Während sein Bruder Max M. Warburg (1867–1946) die Bankgeschäfte in Hamburg weiterführte, gingen Paul M. Warburg und sein Bruder Felix M. Warburg (1871–1937) an die Wall Street in New York, wo sie 1902 Teilhaber von Kuhn, Loeb & Co. wurden. 1911 nahm Warburg die amerikanische Staatsbürgerschaft an.

### Gründung der US-Zentralbank FED

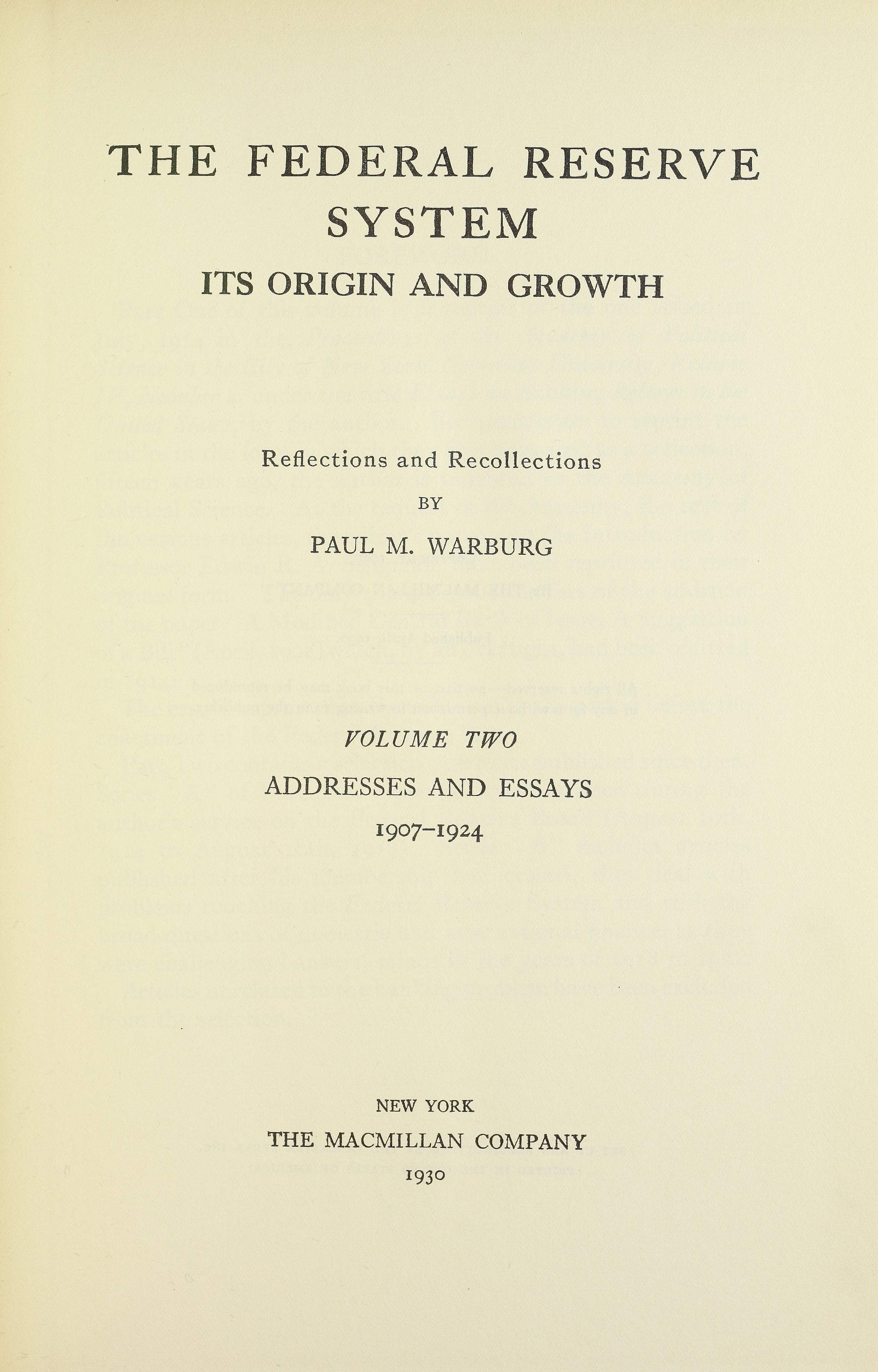
Paul Moritz Warburg, Addresses and essays, 1930

Paul M. Warburg war nach seiner erneuten Ankunft 1902 in New York fassungslos über den primitiven Zustand des amerikanischen Bankensystems. Als ausgemachter Experte auf dem Gebiet nationaler Zentralbanken in Europa bemängelte Warburg das Fehlen einer US-Zentralbank und schlug die Etablierung einer privaten amerikanischen Zentralbank nach deutschem Muster vor, um die Geldhoheit vom Staat zu übernehmen. 1903 erstellte Warburg eine Schrift mit dem Titel Plan für eine Zentralbank. Jakob Heinrich „Jacob“ Schiff, Warburgs Schwiegervater und Seniorpartner bei Kuhn, Loeb & Co., nahm diese Expertise und präsentierte sie seinem Geschäftspartner James Jewett Stillmann, dem Vorstandsvorsitzenden der National City Bank (heute Citibank), der damals größten Bank der USA. Einige Tage später trafen sich dann auch Warburg und Stillman und es kam zu einer konfliktreichen Unterhaltung. Stillman warnte Warburg seine Expertise irgendjemand anderem zu zeigen, da das amerikanische Volk eine Zentralbank strikt ablehnen würde, in der nur Wenige die Einlagen Aller kontrollieren können. Die Frage der Etablierung einer Zentralbank war Teil des dauerhaften inneramerikanischen Konflikts zwischen Befürwortern zentralstaatlicher Gewalt, die die Rechte des Gesamtstaates ausbauen wollten (Föderalismus) und derer, die die Einhaltung und Wahrung der Gesetze den einzelnen US-Bundesstaaten überlassen wollte (Anti-Föderalisten). Warburg wies Stillman darauf hin, dass Stillman im Falle einer Panik an den Finanzmärkten das Fehlen einer Zentralbank bereuen werde, woraufhin Stillman das Treffen mit Groll verließ.
Die nur wenige Jahre nach dem Treffen von Warburg/Stillman durch die vorübergehende Zahlungsunfähigkeit der Knickerbocker Trust Company ausgelöste schwere Finanzkrise im Herbst 1907 zwang Stillman zum Rücktritt seines Vorstandsposten bei der National City Bank – und verlieh zeitgleich Warburgs Vorschlag zur Gründung einer US-Zentralbank neue Aktualität. Infolge der Finanzkrise wurde Warburg als inoffizieller Berater der National Monetary Commission einberufen, die Vorschläge zu einer Reform des US-Bankensystems ausarbeitete. Warburg publizierte zudem zahlreiche Zeitungsartikel und hielt Reden, die die Notwendigkeit zur Etablierung einer Zentralbank thematisierten. Ein weiterer Meilenstein in Paul M. Warburgs Bemühungen war ein 10-tägiges Treffen im überaus elitären Jekyll Island Club auf Jekyll Island vor der Küste Georgias im November 1910. Warburg traf sich hier mit drei weiteren US-Bankiers (Frank Vanderlip, Henry P. Davison, Arthur Shelton), dem einflussreichen Senator Nelson W. Aldrich sowie Andrew Piatt, einem führenden Wirtschaftsökonom der Harvard-Universität. Die fünf anderen Teilnehmer standen Warburg zunächst aufgrund seines Status als Ausländer und Jude skeptisch gegenüber, jedoch konnte Warburg letztlich durch seine Brillanz überzeugen. Im Laufe der nächsten Tage wurde ein detaillierter und umfassender Plan zur Gründung einer US-Zentralbank ausgearbeitet, der als Aldrich-Plan zunächst in der Gründung der National Reserve Association mündete. Das Geheimnis um die Teilnehmer sowie jegliche Auskunft über Sinn und Zweck des zwischen dem 20. und 30. November 1910 stattgefundenen Treffens auf Jekyll Island wurde bis in die 1930er Jahre streng gehütet.
Das Resultat von Warburgs Bemühungen war schließlich nach der Wahl Woodrow Wilsons zum US-Präsidenten der Federal Reserve Act vom 23. Dezember 1913, der noch am selben Tag die Gründung der US-Zentralbank FED besiegelte. Den ihm angebotenen Vorsitz der Zentralbank lehnte Paul M. Warburg als eben erst eingebürgerter deutscher Jude ab. Stattdessen wurde Warburg Mitglied des ersten Aufsichtsrates in der Geschichte der FED. Während des Ersten Weltkriegs wurde Warburg am 10. August 1916 zum stellvertretenden Vorsitzenden des Federal Reserve-Aufsichtsrats bestellt. Diese Funktion erfüllte er bis zum 9. August 1918. Als Mitglied des Beraterstabes (Federal Advisory Council) blieb Warburg der US-Zentralbank noch zwischen 1921 und 1926 verbunden.

### Weitere Funktionen
Paul M. Warburg wurde 1921 Gründungsvorstand des Council on Foreign Relations, einer bis heute einflussreichen privaten Denkfabrik mit Schwerpunkt für internationale Beziehungen. Die Position des Vorstandes beim CFR hielt er bis zu seinem Tod 1932. Von 1922 bis 1927 wirkte Warburg als Kurator für das Institute of Economics und setzte diese Tätigkeit auch nach der Fusion des Institute of Economics mit der Denkfabrik Brookings Institution im Jahre 1927 fort. Als Paul M. Warburg 1932 in New York verstarb, war er Vorsitzender der Manhattan Company sowie Vorstandsmitglied bei der Bank of Manhattan Trust Company, Farmers Loan and Trust Company of New York und der First National Bank of Boston.

## Veröffentlichungen
- American and European banking methods and bank legislation compared. Columbia University Press, New York 1908
- A "United Reserve Bank of the United States": a plan and a reply. Academy of Political Science, New York 1910
- The discount system in Europe. National Monetary Commission, Washington, 1910
- The Owen-Glass Bill as submitted to the democratic caucus: some criticisms and suggestions. Boston, Mass. 1913
- Essays on banking reform in the United States. Proceedings of The Academy of Political Science Vol. 4. 1913/14, Nr. 4, New York 1914. Reprint Kraus Reprint, New York 1968
- The federal reserve system and the banks. New York State Bankers Association, New York 1916,  online auf archive.org
- The federal reserve system: its origin and growth; reflections and recollections; 1. Macmillan, New York 1930
- The federal reserve system: its origin and growth; reflections and recollections; 2: Addresses and essays 1907–1924. Macmillan, New York 1930